# Província de Minsk
La província de Minsk (en belarús Мі́нская во́бласць, Mínskaia vóblasts) és una de les subdivisions de Belarús. La capital és Minsk. Limita a l'oest amb la província de Mahiliou, al sud amb les províncies de Hómiel, Brest i al nord amb la de Vítsiebsk.
El seu territori comprèn les ciutats de Maladietxna o Maladzietxna, Minsk i Miàdziel.

## Divisió administrativa
Avui comprèn 22 districtes (raions), 307 selsovets, 22 ciutats, 8 municipis, i 20 assentaments urbans.

### Ciutats i municipis
- Baríssau (belarús Бары́саў; rus Бори́сов; Łacinka: Barysaŭ - 150,400
- Salihorsk (belarús Салігорск; rus Солигорск) - 101,400
- Maladietxna (belarús Маладзе́чна; rus Молоде́чно; Łacinka: Maładečna; polonès Mołodeczno) - 98,400
- Slutsk (belarús Слуцк; rus Слуцк; Łacinka: Słucak; polonès Słuck) - 62,300
- Jòdzina - 60,800
- Vileika (belarús Вiлейка; rus Вилейка; Łacinka: Vialejka; IPA: [vι'leιkʌ] - 30,000
- Dziarjinsk (belarús Дзяржы́нск; rus Дзержинск; Łacinka: Dziaržynsk) - 24,600
- Màrina Horka (belarús Мар'іна Горка; Łacinka: Marjina Horka) - 23,400
- Stouptsi (belarús Стоўбцы; rus Столбцы; Łacinka: Stoŭbcy, Stoŭpcy; IPA: [s'towpʦɪ]) - 16,900
- Niasvij (belarús Нясві́ж, rus Несвиж; Łacinka: Niaśviž) - 14,300
- Smaliavitxi (belarús Смалявічы; Łacinka: Smalavičy) - 14,200
- Saslaul - 13,500
- Berazinò (belarús Беразіно; Łacinka: Biarezań) - 13,100
- Fànipol (belarús Фаніпаль; rus Фаниполь) - 12,700
- Liuban (belarús Любань; Łacinka: Lubań)- 11,800
- Staria Darohi (belarús Старыя Дарогі; Łacinka: Staryja Darohi) - 11,700
- Valojin (belarús Вало́жын; rus Воло́жин; Łacinka: Vałožyn) - 11,400
- Kapil (belarús Капыль) - 10,700
- Kletsk (belarús Клецк; Łacinka: Klecak) - 10,600
- Txerven (belarús Чэрвень; rus Червень; Łacinka: Červień) - 10,500
- Krupki (belarús Крупкі) - 8,300